# 1 Batalion Artylerii
1 Batalion Artylerii Pieszej – polska jednostka artylerii okresu Księstwa Warszawskiego.
Powstał w 1806 na mocy decyzji rządowej ustanawiającej dla każdego legionu Wojska Polskiego po jednym batalionie artylerii pieszej. Przeznaczony do 1 Legii księcia Poniatowskiego. W 1808 stacjonował w Warszawie.

## Skład i obsada personalna batalionu
dowódca - ppłk Ludwik Dobrski; od 16 września 1808 ppłk Antoni Redel
- trzy kompanie artylerii (po 6 dział)

kapitanowie: 
Ignacy Bielicki
Ignacy Hauschildt
Jan Krysiński
porucznicy: 
Józef Pruski
Walenty Rusiecki
Ignacy Walewski
Antoni Bajer
- kompania saperów

kapitan:  Józef Lubiewski
porucznik: Karol Pelletier
podporucznicy: 
Rudolf Blelicki
Józef Buławecki
- kompania taborowa

porucznik Ksawery Szymanowski
podporucznicy: 
Jan Szmit
Andrzej Chojnacki
W księdze kontroli  batalionu od 1 stycznia 1807 do 20 maja 1808 roku jest zapisanych 1101 nazwisk żołnierzy .

## Ubiór
Przepisy mundurowe z 2 marca 1807
- Artyleria: kurtka zielona, wyłogi, kołnierz i łapki czarne, guziki żółte z amarantami lub bombami, rajtuzy czarnez lampasami zielonymi; kaszkiet kanonierski
- Saperzy: mundur identyczny, lecz guziki bez armat i bomb;
- Inżynierowie: identyczny  mundur, jednak wypustka pąsowa, guziki z armaturą
- Taborowi: mundur granatowy, guziki żółte
- Zwoszczyki: kurtki szare nakrapiane całkowicie, szarawary szare z karwaszami skórzanymi; czapki granatowe z czarnym barankiem; na lewym rękawie numer wozu z blachy; na czapce numer legii